# Nissi kommun
Nissi kommun (estniska: Nissi vald) var en tidigare kommun i landskapet Harjumaa i norra Estland. Kommunen var belägen cirka 50 km sydväst om huvudstaden Tallinn. Småköpingen Riisipere utgjorde kommunens centralort.
Kommunen uppgick den 24 oktober 2017 i Saue kommun.

## Karta

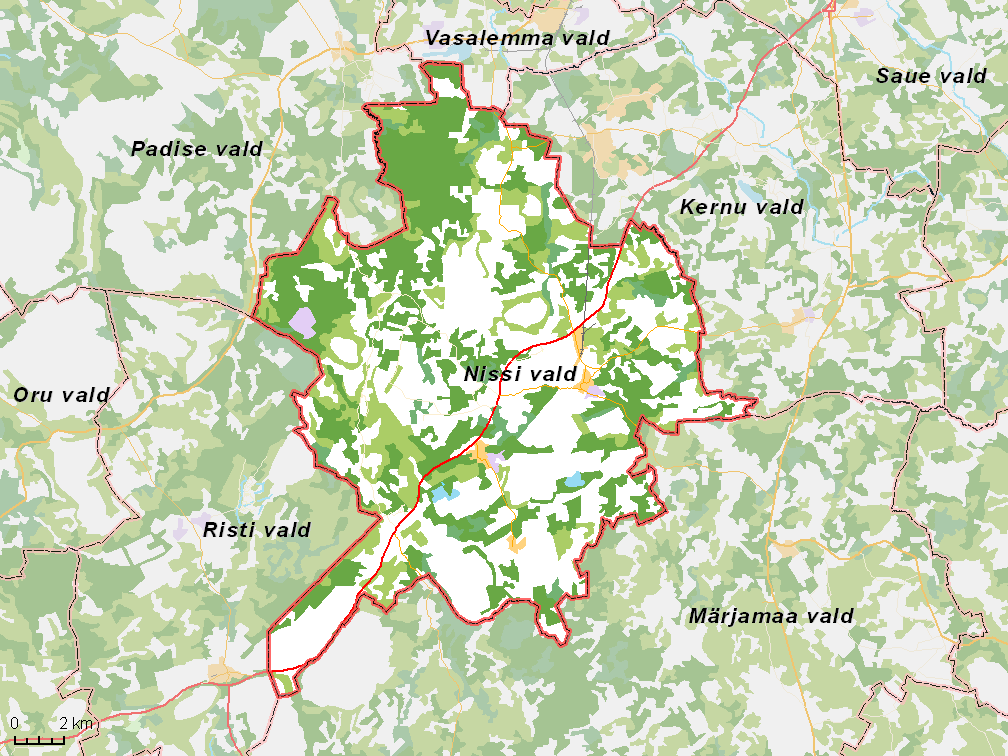
Översiktlig karta över den tidigare kommunen.

## Orter
I Nissi kommun fanns två småköpingar och 17 byar.

### Småköpingar
- Riisipere (centralort)
- Turba

### Byar
- Aude
- Ellamaa
- Jaanika
- Kivitammi
- Lehetu
- Lepaste
- Madila
- Munalaskme
- Mustu
- Nurme
- Odulemma
- Rehemäe
- Siimika
- Tabara
- Vilumäe
- Viruküla
- Ürjaste